# بريستول للطلاء
بريستول للطلاء هي شركة لوازم تزيين أسترالية . لديها 120 متجر في جميع أنحاء البلاد ، والتي توظف 500 موظف. تم إنشاء بريستول للطلاء بواسطة س. ج. وايت و جيه. بي. بايت في نوفمبر 1947.

## روابط خارجية
- موقع بريستول الطلاء